# Neuer Weg 39 (Quedlinburg)

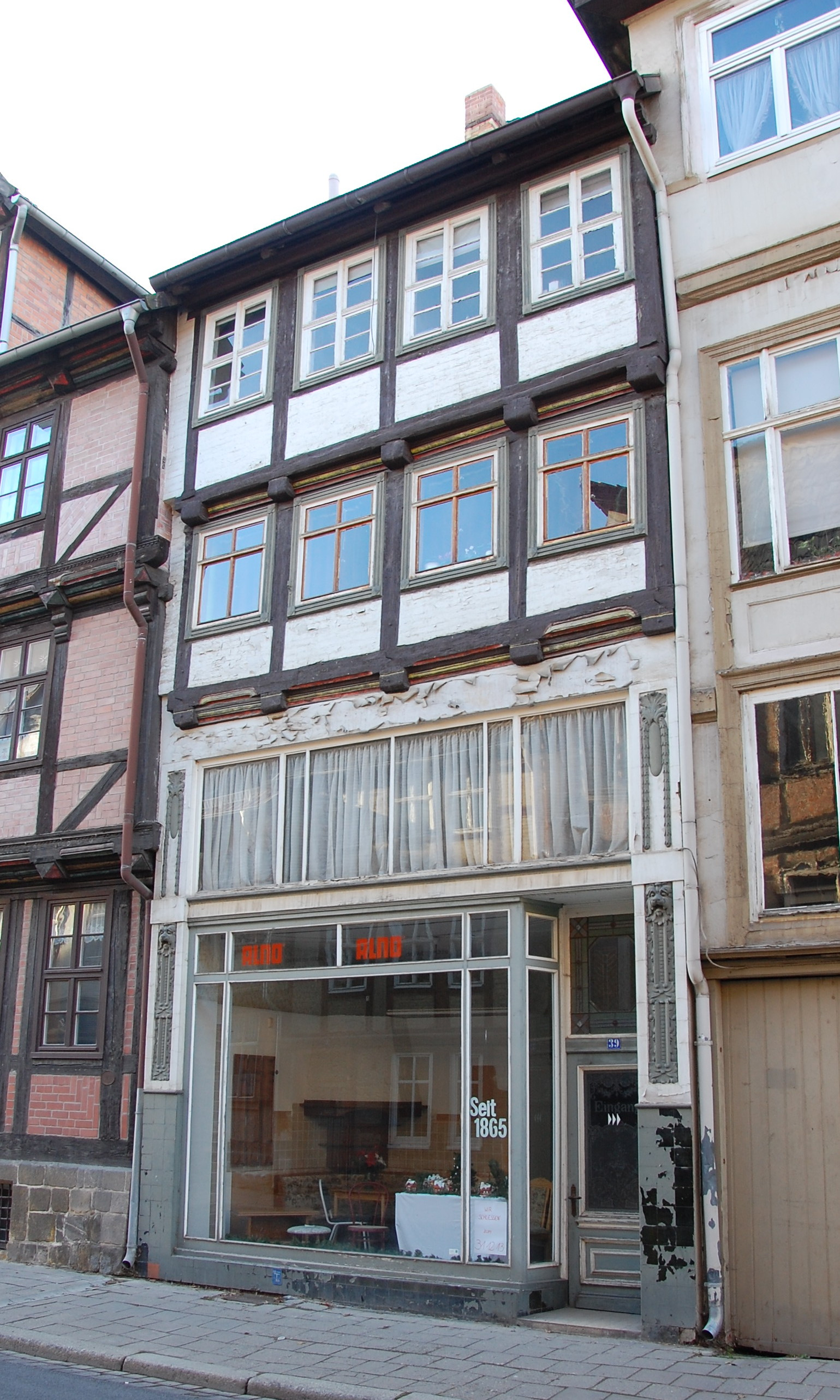
Haus Neuer Weg 39

Das Haus Neuer Weg 39 ist ein denkmalgeschütztes Gebäude in Quedlinburg in Sachsen-Anhalt.

## Lage
Das im Quedlinburger Denkmalverzeichnis als Wohnhaus eingetragene Gebäude befindet sich südlich der historischen Quedlinburger Altstadt, auf der Westseite des Neuen Wegs. Südlich grenzt das gleichfalls denkmalgeschützte Haus Neuer Weg 38 an.

## Architektur und Geschichte
Das dreigeschossige Fachwerkhaus wurde im späten 17. Jahrhundert errichtet. Die beiden oberen Geschosse kragen jeweils etwas vor und sind noch in ihrer ursprünglichen Gestaltung erhalten. In das Erdgeschoss ist ein Zwischengeschoss eingefügt. In der Zeit um 1905 wurde das Erdgeschoss samt Zwischengeschoss durch den Einbau eines Ladengeschäfts in den Formen des Jugendstils umgebaut.